# 毎日デイリーニューズWaiWai問題
毎日新聞デイリーニューズWaiWai問題（まいにちデイリーニューズワイワイもんだい）とは、毎日新聞社の英語報道メディア Mainichi Daily News（「毎日デイリーニューズ」; 以下 「MDN」）で、コラム「WaiWai」において、主に毎日新聞記者であるライアン・コネルが、低俗な内容、誇張や虚構に基づき、特に女性を貶める内容の記事を書き、掲載・配信していた問題である。「WaiWai」は、日刊紙時代の1989年（平成元年）10月に連載が始まり、2001年（平成13年）春の公式サイト移行時にも継承されていた。なお、ライアン・コネルは休職3か月の懲戒処分を受けた。
2008年（平成20年）に「WaiWai」の記事内容が表面化し、同コラムの閉鎖、担当記者や上司の昇進、公式ウェブサイト配信分に関する「毎日新聞社社内調査結果の公表」などに発展した。

## 問題となった記事
7月20日に公表された社内調査結果によると
- 事実の裏づけ無く、異常な性的嗜好を話題にした記事である[1][2]
- 事実の裏づけ無く、日本の伝統的な祭りを性的な話題に結びつけた記事[1][3]
- 事実の裏づけ無く、海外で日本人観光客が「奴隷を買う」・「現地の子供をハンティングする」という違法ツアーに参加しているとする記事[1][4]
- 未成年者の性に関する話題を不適切に取り上げた記事。日本国内では違法とされている少女買春の勧め。[1][5]
- 出典内容に記載されている数字を、算出根拠などを明確にしないまま使用した記事[1]
- 出典では数人の女性のコメントから成る内容を、「日本人女性の間で」と表現して一般化した記事[1][6]
- サイゾーの美少女キャラクターが登場する漫画による防衛省の防衛政策紹介を扱った話題を取り上げた際、内容に加筆した記事

などがそのまま世界に配信されていた。
毎日新聞では、最終的に自社の公式ウェブサイト上に掲載されていた謝罪文において、改変や創作、捏造があったと公式に認めている。また、「WaiWai」の問題記事は毎日新聞の英文記事として公開されており、購読対象が主に日本人以外であるため、長期間に渡り、多くの日本人には知られることはなく、ウェブサイト上・紙媒体を通して世界中に配信され続けていた。米州機構 (OAS) の反人身売買レポートの中にMainichi Daily のライアン・コネルの署名記事が、日本の人身売買に関する資料の出典としてあげられている（もっとも引用された内容は、青森の住宅金融公庫からの使い込み事件に関連するアニータ・アルバラードのインタビュー内容である）。

## 経緯

### 問題の表面化
2008年4月から5月頃にかけ、MDNサイトのコラム「WaiWai」の配信記事（過去分を含む）の内容に関して、批判・抗議や疑問の声が、日本語のインターネット・コミュニティ（電子掲示板など）に多く寄せられ、記事に問題があることが表面化した。

### 不穏当な記事への批判
「WaiWai」のコラムは、当初、日本国内で発行された新聞や雑誌の内容を英字に翻訳して海外にわかりやすく紹介するものとして連載がスタートした。そのコラムの翻訳記事には、具体的にはタブロイド誌や夕刊紙などが出典として用いられたが、その後、「WaiWai」の一部記事の見出しや内容を知った人々から、「日本人が海外で誤解される」「内容が低俗」といった批判・抗議が、電話や電子メールで毎日新聞社に寄せられた（2008年6月23日時点で約300件）。その実際の記事は、「ファストフードで女子高生が性的狂乱状態」、「弁護士が六本木のレストランで豚を獣姦し、その後食べた」、「息子の成績を上げるために息子と性的な関係を勉強前に持つ母親がいる」といったものであり、それらの記事を毎日新聞社は5年間にわたって海外に配信していた。
2008年5月末には、「WaiWai」の記事を巡って翻訳転載元の月刊誌『サイゾー』からも抗議を受ける事態となった。
2008年5月下旬には、ネット掲示板の「2ちゃんねる」にも「WaiWai」に関するスレッドが立ちあがった。

### 毎日新聞側の対応
この問題に関する毎日新聞社側の認識・対応は、後日（2008年7月20日）公表した社内調査結果で認める様に、極めて鈍いものであった。英文毎日編集部は「WaiWai」のコラム閉鎖を即断せず、出典に同社の週刊誌「サンデー毎日」を用いて同コラムを存続させる一方、過去記事は一部を削除・その他を閲覧禁止（但し、目的やその対象範囲は明示しなかった）とし、外部検索サイトにも非表示にするよう要請した。また謝罪文では、インターネット上の批判者に対して「明らかな違法行為には法的措置を取る」ことを示唆した。
2008年6月20日に、他社ニュース配信ウェブサイトが、この問題を報じるに至って、6月21日、「WaiWai」のコラムを閉鎖し、毎日新聞社としてもMDN サイトと同社の日本語サイトでおわびを表明した。
「毎日新聞」紙面では、2008年6月25日付朝刊に謝罪記事が掲載された。

### 責任者の昇進
2008年6月の謝罪段階ではまだ、主として「WaiWai」のコラム読者に対する「おわび」であり、不適切な記事が及ぼした悪影響や、掲載された原因などは詳述せず、「調査中」とするにとどまっていた。
2008年6月25日には、後述のように2日後に責任者として処分される朝比奈豊が社長に、長谷川篤が取締役に、デジタルメディア局次長は局長に昇任している。

### 関係者の処分
2008年6月27日、毎日新聞社はこの問題を受け、担当記者ライアン・コネルを懲戒休職3か月、英文毎日編集部長の高橋弘司を役職停止2か月、問題当時デジタルメディア局次長だった磯野彰彦（同日現在は局長）を役職停止1か月の懲戒処分とされた。一方で、コネルと共に記事を執筆していたマスオ・カミヤマとされる記者への言及はなされていない。
また、デジタルメディア局長だった長谷川篤（同日現在は取締役デジタルメディア担当）が役員報酬の20%（1か月）、常務デジタルメディア担当だった朝比奈豊（2008年6月25日付けで社長に就任）が役員報酬（全報酬ではない）の10%（1か月）返上が発表された（そもそも最高責任者となった代表取締役社長を懲戒できないための自主返上であって、懲戒処分ではない）。
また毎日新聞は「WaiWai」のコラムの騒動がネットでの書き込みによるものとみなし、
「インターネット上には、今回の処分とは全く関係のない複数の女性記者、社員個人の人格を著しく誹謗・中傷する映像や書き込みが相次いでいる。毎日新聞はこうした名誉を棄損するなど明らかな違法行為に対しては、法的措置を取る方針でいる」
と表明し、ネット掲示板のネットユーザーたちへ対決姿勢を示した。

### 抗議の拡大
その後、インターネット・ユーザーにより、対象を毎日新聞社から、同社の媒体に広告を掲載する企業や提携先、関連団体などにも広げて、広範囲な「電凸」（電話作戦）抗議活動が行われたと、ヤフー社員が証言した。毎日新聞社の集計では、200社以上が電凸の対象になったという。
この問題の影響は、日本語報道サイト「毎日.jp」のウェブ広告にも及び、Yahoo! JAPANが広告配信を一時停止し、2008年7月上旬には、ウェブ広告スペースが、毎日新聞社の広告で埋め尽くされる状況となった。

## 社内調査結果

### 社内調査結果とそれに反する事実
毎日新聞社は2008年7月7日になってようやく、社内調査結果を 7月中旬に公表するという見通しを示した。そして 7月20日、MDN サイト分の問題について、同サイトや同社の日本語サイト、同日付け「毎日新聞」朝刊紙面（見開き特集をふくむ）で、社内検証チームによる検証結果と分析、社外の言論関係者からのコメント、検証結果を受けた追加処分などを公表した。
社内調査結果では英文サイト問題と呼んだり、柳田邦男や玉木明のコメントとしてネット社会の問題点に言及した。要因の分析としてもウェブサイトへ移行をした時の問題とし、日本人スタッフが減少して担当が外国人のみになったことを挙げている。
しかし、1997年11月5日の毎日デイリーニューズの印刷紙面記事において既に「息子の性欲をオーラルセックスで処理する日本人母」なる記事が掲載された。毎日デイリーニューズは、ウェブサイトへ移行する以前から日本人スタッフの減少とも無関係に多くの「変態ニュース」を配信し、日本人記者と思われる記者名も「変態ニュース」に添えられていた。
追加処分は2人で、1999年4月から2004年6月まで、総合メディア事業局長だった渡辺良行常務（役員報酬20%・1か月返上）と、処分時点で役職を退いていた英文毎日元編集部長。

### 転載記事の追跡調査
社内調査結果の中で、『「WaiWai」は既に閉鎖しておりますが、過去の記事を転載しているサイトなどが判明すれば、事情を説明し、訂正や削除の要請を続けていきたいと思います。』と書かれているが、幾つのウェブサイトに対して削除や訂正を求め、その結果削除や訂正に応じたのはどれだけかなど、具体的な動きは全く明らかにされていない上、過去の記事を転載しているウェブサイトを探すための部署などはない。また、毎日新聞からの要請で、削除されたと思われるウェブサイトは見つかっていない。

## 問題拡大の原因
「毎日新聞が対応ミスを犯してしまった」と複数で指摘されている。かつて毎日新聞で社会部記者をしていた佐々木俊尚 は「あり得ないほどひどい事後対応」であると述べ、ブログ型ニュースサイトの1つであるGIGAZINEでは、この問題が拡大した原因であると指摘している。
その最大のミスとして、「毎日新聞はこうした名誉を棄損するなど明らかな違法行為に対しては、法的措置を取る方針でいる」という方針を公表した事としている。この方針は、「毎日新聞にとって都合の悪いことを言いふらす奴らは片っ端から訴える」と捉えられ、「反省していない」と映り、結果として問題を拡大したという。（毎日新聞は2021年現在まで、どの書き込みが名誉毀損しているのか明らかにしていない）。
さらに、取材に対する対応があまりに酷く、毎日新聞社としてどう問題をとらえ、議論し、インターネットからの反応を、どう受け止めているのかが見えないことも、佐々木俊尚は問題視している。

## 論点
この「WaiWai」のコラムの事件は、主に次の点について議論を呼んだ。
1. 虚偽報道…週刊誌などに掲載された、猥雑な記事の多くを事実であるかどうかの検証をしないままに掲載し、大手新聞社の看板と記者の署名で信憑性を与えてしまったことに対する批判。東京大学比較文学比較文化研究室のロバート・キャンベル教授は「電子メディアであること、英字媒体であることは、新聞（社）にとっても、門戸が世界に向いているということです。これらの記事を事実とみなして、信じ込んでしまう外国人は非常に多いと思う。日本への関心が高いのに、確実な情報源を持たない若者たちが世界中にいるなか、新聞はとてつもなく大きな信憑性を持つのです」と述べている[34]。
2. 外部から何度も指摘されながら、問題記事を長期間放置したことに対する毎日新聞社側の姿勢と責任[32]。
3. インターネットに対する恐怖感。「…でもこの問題を真正面から取り上げ、それによって新聞社に対するネットの攻撃のパワーが大きいことを明確にしてしまうと、今度は自分たちのところに刃が向かってくるのではないかという恐怖感がある。」と、ある全国紙社会部記者は述べている[24]。
4. 雑誌の記事の引用、翻訳、改変が、著作権法の要件を満たしているのかという問題[19]。

## メディアの反応
海外メディアの一部では記事の捏造または意図的な誤訳というプロセスに着目して報道し、マスコミ業界における一大事とした。一方、国内では一部雑誌等を除き、大手マスコミは大きく扱わなかった。また、すでに、海外のブログなどで毎日デイリーニューズの記載が取り上げられるなど、記事の影響が広がっていた。

### 国内メディアの反応
インターネットでは大規模な抗議活動が行われていた一方、朝日新聞や産経新聞、読売新聞などの他紙は、この問題を非常に小さく取り上げるのみに留まり、その内容も単に報告書の内容を淡々と取り上げるのみであった。テレビ局もほとんどこの問題を詳しく取り上げなかった。
このようにマスコミが自らの「問題のある報道」に無視を決め込む理由について、元毎日新聞社の記者で現在はフリージャーナリストの佐々木俊尚は、「ネットの攻撃のパワーが大きいことを明確にしてしまうと、今度は自分たちのところに刃が向かってくるのではないかという恐怖感がある」と指摘している。また、石井孝明は、これまで世論を操ってきたマスメディアが、世論を操れなくなって怖がっているとの説を主張している。
有道出人を擁護し、WaiWaiは日本人の態度を知るための必須のガイドだと、「日本人は日本語をまるで秘密の合言葉のように、日本語を使えばどんな発言をしても構わないと思っている。「それは国内向けの発言だ」という言い訳はとても多い」と発言した。
有道は自身のサイトで、WaiWaiを50回以上にわたって援用している。

### 日本国外メディアの反応
WaiWai問題は、日本国外のメディアも取り上げた。
ブログ型ニュースサイト「ゴーカー」は、ライアン・コネル達が記事を書く過程に注目し、これらの問題記事を捏造・意図的な誤訳としている。またこの問題を、ニューヨーク・タイムズの大スキャンダルとなったジェイソン・ブレア事件（Jayson Blair）に匹敵すると評価している。
他にも、イギリスのデイリー・テレグラフや、ライアン・コネルの母国オーストラリアのシドニー・モーニング・ヘラルドもこの問題を取り上げている。また、オーストラリアのBrisbane Timesも記事で取り上げた。

## 個人の民事訴訟に対する司法判断
この一連の記事を巡り、神戸市在住の男性が人格権の侵害と神戸地裁に訴えた。2008年11月27日、神戸地裁は、「日本についての誤った情報や著しく品性を欠く性的な話題などが長期間にわたり配信された」ことを認めたが、原告の訴えは「特定個人について言及するものでない限りは、いかに低劣な内容のものであったとしても、他人の生活等に対して圧迫、干渉を加えるような性質のものではない」として退けた。

## 関連本
- 「タブロイド・トーキョー」シリーズ（マーク・シュライバー他との共著。また、ロバート・ホワイティングが紹介文を書いている。講談社インターナショナル発行）

1. 2005年9月発売 ISBN 9784770028921 
2. 2007年4月発売 ISBN 9784770030603 
第3弾も2008年9月に発売予定であったが（ISBN 9784770030856）、発行元は「内容があまりに低俗」と判断し出版を中止した（講談社インターナショナルは発売中止を決定したのは「WaiWai」変態報道に関する騒動が勃発する前であり、直接の原因ではないとしている）。